# 高河原家盛
高河原 家盛（たかがはら いえもり、生没年不詳）は、戦国時代から江戸時代初期にかけての武将。紀伊国虎城山城（別名古座浦城。現・和歌山県東牟婁郡串本町古座）主。高河原貞盛の子。通称は帯刀、摂津守。

## 略歴
- 1571年（元亀2年）、堀内氏虎に攻められ、父に従って参戦。小山隆友ら近隣領主に援軍もあり、これを討ち破って堀内方の要衝であった佐部城（現・和歌山県東牟婁郡串本町佐部）を奪取した。尚、この戦いの時期について天正10年説もあり、家盛が天正11年の時点で18歳との記録もある。元亀2年ではかなり幼少になるため、天正10年説のほうが正しいか。
- 1585年（天正13年）、紀伊・大和国を治めた豊臣秀長に仕えた後、豊臣秀吉に謁見が許されて領地を安堵される。
- 1592年（文禄元年）、文禄の役に堀内氏善の配下として参戦。目覚しい活躍を見せて秀吉より感状を受けた。
- 1600年（慶長5年）、関ヶ原の戦いでは西軍に属して改易となり、一時没落。しかし、新たな領主として浅野氏が移封されて来ると嫡子喬盛と共に仕えた。長晟の代まで生きたという。
- 家盛の死後、家督は喬盛が継いだ。

## 墓
虎城山城の跡地にある青原寺に高さ七尺の五輪の石塔が遺されているが碑面剥落して文字の痕跡留めぬが家盛の墓である。
この墓には言い伝えられがあり。家盛は自分より身分の低いものに斬首された。その際に墓を建てても真っ二つに割ると言い残しその通り、何度建て直してもこの墓は真ん中から割れてしまう。

## 家系
- 父：高河原貞盛（摂津守）
- 母：名前不詳
- 弟：高河原庄兵衛有盛
- 室：名前不詳
  - 子：高河原助左衛門喬盛（安芸に行くが暫くして摂津守部に土着）
  - 子：高河原五郎左衛門定盛（広島高河原氏祖。子孫は高瓦氏を称した）
  - 子：高河原小左衛門唯盛（古座の高河原氏祖）
  - 子：高河原権左衛門源太夫（安芸に行くが江戸享保時代に摂津守部に土着）
  - 子：高河原甚左衛門右京（関ヶ原以後守部に土着）